# Номерні знаки Ямайки
Код  Ямайки для міжнародного руху ТЗ — (JA).

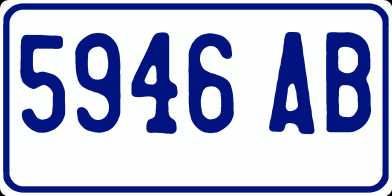
Приватний ТЗ

Номерні знаки  Ямайки побудовано з урахуванням британських традицій.

## Регулярні номерні знаки
Чинна серія номерних знаків для приватних автомобілів (запроваджена у 1987 році) має формат 1234АВ. Кодування не передбачено. Таблички мають американські розміри та синій шрифт на білому тлі.
Для мотоциклів діє серія 1234 А, також без кодування та в аналогічній кольоровій гамі.
До 1987 року діяв формат АВ1234, де префікс А означав регіон реєстрації.
До 1973 року діяв формат А1234, де префікс А означав регіон реєстрації.

## Інші номерні знаки

### Кодування
| Код | Тип ТЗ                  |
| --- | ----------------------- |
| С   | комерційні ТЗ           |
| D   | торговельні організації |
| Р   | публічні ТЗ             |
| R   | орендовані ТЗ           |

### Публічний транспорт
Таксі, автобуси громадського користування тощо мають номерні знаки форматів РА1234, РА123В, 1234РА. Таблички мають червоне тло та білий шрифт літер та цифр.

### Комерційний транспорт
Вантажний та інший транспорт комерційного призначення має номерні знаки форматів СА1234, СА123В. Таблички мають зелене тло та білий шрифт літер та цифр.

### Номерні знаки продавців автотранспорту
Тимчасові номерні знаки, що використовуються до постійної реєстрації мають формат DA1234. Таблички мають синє тло та білий шрифт літер та цифр.

### Номерні знаки прокатного транспорту
Номерні знаки для ТЗ, призначених для прокату мають формат RR1234. Таблички мають біле тло та зелений шрифт літер та цифр. Під основним рядком символів розташовується напис «RENTAL».
Для мотоциклів діє серія 1234 R в аналогічній кольоровій гамі.

### Урядовий транспорт
Урядовий транспорт має номерні знаки формату 12 3456. Префікс 12 означає приналежність до визначеної урядової структури. Таблички мають жовте тло та чорний шрифт літер та цифр. Під основним рядком символів розташовується напис «JAMAICA GOVT». Поліція використовує урядові номерні знаки.

### Військовий транспорт
Військові номерні знаки мають Британську схему, схожу зі вживаною у Тринідаді і Тобаго. Формат військових номерних знаків 1JDF2, 1 JDF23, 1 JDF234, 12JDF3, 12JDF34, 12 JDF345. JDF — Ямайські оборонні сили. Номерні знаки мають чорне тло та білі символи, зазвичай їх малюють безпосередньо на ТЗ.